# Angelo Bragadin
Angelo Bragadin (... – 1560) è stato un vescovo cattolico italiano.

## Biografia
Poco si sa della sua vita. In gioventù entrò nell'ordine domenicano.
Il 17 marzo 1550 papa Giulio III lo nominò vescovo di Vicenza. Ricevette la consacrazione episcopale il 26 ottobre seguente a Venezia dalle mani del vescovo Ludovico Beccadelli (poi arcivescovo), vescovo di Ravello.
Durante il suo episcopato compì la visita pastorale nella sua diocesi due volte, nel 1551 e nel 1558.
Morì nel 1560.

## Genealogia episcopale e successione apostolica
La genealogia episcopale è:
- Arcivescovo Ludovico Beccadelli
- Vescovo Angelo Bragadin, O.P.

La successione apostolica è:
- Patriarca Vincenzo Diedo (1556)